# Zaitunia feti
Espèce
Zaitunia feti est une espèce d'araignées aranéomorphes de la famille des Filistatidae.

## Distribution
Cette espèce est endémique de la province de Lebap en Turkménistan,.

## Description
La femelle holotype mesure 4,37 mm.

## Étymologie
Cette espèce est nommée en l'honneur de Victor Fet.

## Publication originale
- Zonstein & Marusik, 2016 : A revision of the spider genus Zaitunia (Araneae, Filistatidae). European Journal of Taxonomy, vol. 214, p. 1-97 (texte intégral).